# Marco Werner
Marco Werner (ur. 27 kwietnia 1966 roku w Dortmundzie) – niemiecki kierowca wyścigowy.

## Kariera
Werner rozpoczął karierę w międzynarodowych wyścigach samochodowych w 1987 roku od startów w Niemieckiej Formule Ford 1600. Z dorobkiem 318 punktów został sklasyfikowany na trzeciej pozycji w klasyfikacji generalnej. W późniejszych latach Niemiec pojawiał się także w stawce EFDA Formula GM Lotus Euroseries, Niemieckiej Formuły Opel Lotus, GM Lotus Euroseries, Niemieckiej Formuły 3, Formuły 3 Fuji Cup, Grand Prix Makau, Grand Prix Monako Formuły 3, Masters of Formula 3, Deutsche Tourenwagen Masters, Super Tourenwagen Cup, Niemieckiego Pucharu Porsche Carrera, Deutsche Tourenwagen Cup, Porsche Supercup, German Supertouring Championship, International Sports Racing Series, Belgian Procar, FIA GT Championship, 24-godzinnego wyścigu Le Mans, 24h Nürburgring, American Le Mans Series, Malaysia Merdeka Endurance Race - Overall oraz Volkswagen Scirocco R-Cup.

## Wyniki w 24h Le Mans
| Rok  | Zespół                    | Partnerzy                       | Samochód     | Klasa  | Okr. | Poz. | Klasa Pos. |
| ---- | ------------------------- | ------------------------------- | ------------ | ------ | ---- | ---- | ---------- |
| 2002 | Audi Sport Team Joest     | Michael Krumm Philipp Peter     | Audi R8      | LMP900 | 372  | 3    | 3          |
| 2003 | Audi Sport Japan Team Goh | Seiji Ara Jan Magnussen         | Audi R8      | LMP900 | 370  | 4    | 2          |
| 2004 | ADT Champion Racing       | JJ Lehto Emanuele Pirro         | Audi R8      | LMP1   | 368  | 3    | 3          |
| 2005 | ADT Champion Racing       | Tom Kristensen JJ Lehto         | Audi R8      | LMP1   | 370  | 1    | 1          |
| 2006 | Audi Sport Team Joest     | Frank Biela Emanuele Pirro      | Audi R10 TDI | LMP1   | 380  | 1    | 1          |
| 2007 | Audi Sport North America  | Frank Biela Emanuele Pirro      | Audi R10 TDI | LMP1   | 369  | 1    | 1          |
| 2008 | Audi Sport North America  | Frank Biela Emanuele Pirro      | Audi R10 TDI | LMP1   | 367  | 6    | 6          |
| 2009 | Audi Sport North America  | Lucas Luhr Mike Rockenfeller    | Audi R15 TDI | LMP1   | 104  | NU   | NU         |
| 2010 | Highcroft Racing          | David Brabham Marino Franchitti | HPD ARX-01C  | LMP2   | 296  | 25   | 9          |